# Amblycheila cylindriformis
Amblycheila cylindriformis là một loài bọ cánh cứng trong họ carabidae. Nó được xếp vào cùng chi với ít nhất 5 loài khác sinh sống ở Hoa Kỳ và một vài loài ở México.